# Albert Delpy
Pour les articles homonymes, voir Delpy.
Albert Delpy est un acteur français né le 13 septembre 1940 à Saïgon (Cochinchine).

## Biographie
Albert Delpy commence sa carrière sur les planches de théâtre au début des années 1960. Pendant quatre décennies, il ne les quittera plus, jouant dans près de 60 pièces. Il travaille avec de grands metteurs en scène, Fernando Arrabal, Jérôme Savary, François Rancillac, Jean-Louis Benoît, Pierre Debauche... Il interprète La Tempête et Henri V de Shakespeare au festival d'Avignon, Édouard II sous la direction de Jean-Hugues Anglade, La Mouette de Tchekhov à l'Odéon pour Andreï Kontchalovski...
En 1970, il joue son premier rôle au cinéma dans La Horse avec Jean Gabin, qui sera suivi d'autres petits rôles, puis de rôles plus importants dans les années 1980 (Tandem de Patrice Leconte, Le Colonel Chabert et Mammuth avec Gérard Depardieu, Ridicule toujours pour le fidèle Patrice Leconte).
Veuf de la comédienne Marie Pillet, Albert Delpy est le père de Julie Delpy. Dans deux des films de celle-ci, Two Days in Paris (2007) et sa suite Two Days in New York (2012), il joue le rôle de son père à l’écran. Julie Delpy dirige également son père dans Le Skylab en 2011, et celui-ci fait une apparition de figurant dans Lolo (2015) et dans le film Les Barbares (2024).

## Filmographie
Sauf indication contraire, les informations mentionnées dans cette section peuvent être confirmées par la base de données cinématographiques IMDb,  présente dans la section « Liens externes ».

### Cinéma

#### Comme acteur

##### Longs métrages
- 1970 : La Horse de Pierre Granier-Deferre
- 1972 : Chut ! de Jean-Pierre Mocky
- 1972 : L'An 01 de Jacques Doillon : le voleur de bijoux
- 1974 : Peur sur la ville d'Henri Verneuil
- 1976 : Le Pays bleu de Jean-Charles Tacchella : Armand
- 1976 : Le Locataire de Roman Polanski : un voisin
- 1976 : Guerres civiles en France (segment La Semaine sanglante) de Joël Farges
- 1977 : L'Amant de poche de Bernard Queysanne
- 1978 : Ali au pays des mirages d'Ahmed Rachedi : Jean-Christophe
- 1978 : Molière d'Ariane Mnouchkine : Boleau
- 1979 : Subversion de Stanislav Stanojevic (inédit)
- 1979 : La Bande du Rex de Jean-Henri Meunier
- 1981 : La Gueule du loup de Michel Léviant
- 1982 : Xueiv de Patrick Brunie
- 1982 : Les Bancals d'Hervé Lièvre : Alain
- 1984 : Paris vu par... 20 ans après : segment Place Clichy réalisé par Bernard Dubois
- 1985 : Le Thé au harem d'Archimède de Mehdi Charef : Pelletier
- 1985 : On ne meurt que deux fois de Jacques Deray : le médecin légiste
- 1985 : Novembermond d'Alexandra von Grote
- 1986 : Twist again à Moscou de Jean-Marie Poiré
- 1986 : Le Moustachu de Dominique Chaussois : le patron du restaurant
- 1987 : Miss Mona de Mehdi Charef : Jean
- 1987 : Tandem de Patrice Leconte : le conducteur « chien rouge »
- 1987 : L'Œil au beur(re) noir de Serge Meynard : patron hi-fi
- 1988 : Il y a maldonne : le chauffeur de taxi
- 1988 : Camomille de Mehdi Charef : le boulanger
- 1988 : L'Autre Nuit de Jean-Pierre Limosin : l'oncle
- 1988 : La Queue de la comète de Hervé Lièvre : Paolo
- 1988 : Envoyez les violons (La Flûte ) de Roger Andrieux : le directeur de la cinémathèque
- 1990 : Maman de Romain Goupil : le marin
- 1990 : Je t'ai dans la peau de Jean-Pierre Thorn : Roger, permanent syndical
- 1990 : Le Mari de la coiffeuse de Patrice Leconte : Donecker
- 1991 : Arthur Rimbaud, une biographie de Richard Dindo : Georges Izambard
- 1992 : Méchant Garçon de Charles Gassot : Roger, l'employeur de Ronald
- 1993 : L'Homme sur les quais de Raoul Peck : Assad
- 1994 : L'Exil du roi Behanzin de Guy Deslauriers : le médecin
- 1994 : Le Colonel Chabert d'Yves Angelo : le notaire
- 1996 : Les Grands Ducs de Patrice Leconte : Harry
- 1996 : Ridicule de Patrice Leconte : baron de Guéret
- 1997 : Marthe de Jean-Loup Hubert : adjudant village
- 1999 : L'Âme-sœur de Jean-Marie Bigard : Balthazar
- 1999 : La Maladie de Sachs de Michel Deville : le client de la pharmacie
- 1999 : Une pour toutes de Claude Lelouch : le collègue
- 2000 : Le Prof d'Alexandre Jardin : le conseiller d'éducation
- 2000 : Le Sens des affaires de Guy-Philippe Bertin : Edouard
- 2002 : Villa des roses de Frank Van Passel : Maurice
- 2002 : Le Nouveau Jean-Claude de Tronchet : le père de Marianna
- 2002 : Mille millièmes de Rémi Waterhouse : M. Maréchal
- 2002 : Quelqu'un de bien de Patrick Timsit : le médecin de famille
- 2002 : Aram de Robert Kechichian : Nasar
- 2003 : Là-haut, un roi au-dessus des nuages de Pierre Schoendoerffer : le journaliste du Figaro
- 2004 : Avant la nuit, tout est possible (Before Sunset) de Richard Linklater : Man at Grill
- 2005 : À la recherche de Kafka de Jorge Amat
- 2006 : Lili et le Baobab de Chantal Richard : le maire
- 2006 : Two Days in Paris de Julie Delpy : Jeannot, le père de Marion
- 2008 : La Guerre des miss de Patrice Leconte : le père du maire de Super-Charmoussey
- 2010 : Mammuth de Benoît Delépine et Gustave Kervern : le cousin
- 2011 : Le Skylab de Julie Delpy : Tonton Hubert
- 2012 : Two Days in New York de Julie Delpy : Jeannot
- 2013 : Love Love Love de Bruno Mercier : Jo
- 2013 : La Fille du 14 juillet de Antonin Peretjatko : le patient
- 2013 : Je ne suis pas mort de Mehdi Ben Attia : Michel
- 2013 : Eyjafjallajökull d'Alexandre Coffre : tonton Roger
- 2014 : Soleils de Olivier Delahaye et Dani Kouyaté : l'imprimeur de Hegel
- 2014 : ADN, l'âme de la terre de Thierry Obadia : le maire
- 2015 : Anton Tchekhov - 1890 de René Féret : le gouverneur
- 2017 : Comment j'ai rencontré mon père de Maxime Motte : André Berthet
- 2017 : Sales Gosses de Frédéric Quiring : M. Pascal
- 2017 : Rattrapage de Tristan Séguéla : Socrate
- 2017 : Plonger de Mélanie Laurent : Léo
- 2018 : Tous les dieux du ciel de Quarxx : Dédé
- 2019 : Le Daim de Quentin Dupieux : Monsieur B
- 2022 : En roue libre de Didier Barcelo : le vieux
- 2024 : Belle Enfant de Jim : Rémy, l'oncle
- 2024 : Les Barbares de Julie Delpy : Yves

##### Courts métrages
- 1975 : Pique-nique en campagne de Georges Sénéchal : Jacques
- 1980 : L'Histoire du cahier anonyme de Olivier Douyère
- 1982 : Niveau moins trois de Geoffroy Larcher
- 1987 : Ring de Bourlem Guerdjou et Frank Jaen
- 1989 : La Clé n'est pas dans un peau de géranium de Manuela Gourary
- 1989 : Céleri remoulade de Jean-Pierre Biazotti
- 1990 : Cohabitation de Daniel Delume
- 1995 : En garde, monsieur ! de Didier Fontan
- 1996 : Il fait nuit dans ma tête de Sébastien Lafarge et Rafael Schneider
- 1996 : Il fait nuit dans ma tête : The Strange Man
- 1997 : Cha cha cha de Philippe Blasband et Frédéric Fonteyne
- 1998 : Tatoo de Grégori Baquet : le taulier
- 1998 : Exit de Thierry Guedj
- 1998 : Ici de Jérôme Bouyer
- 1998 : Les Trois sœurs de Guy-Philippe Bertin
- 1998 : Le Dragon nocturne de Frédéric Loustalot
- 2001 : Affaire Libinski de Delphine Jaquet et Philippe Lacôte
- 2002 : Rémy Bernard de Mikhaël Levy
- 2004 : Sur commande de Jacques Strang
- 2005 : Moshi moshi de Florence Bresson
- 2005 : Jeanne à petits pas de Négar Djavadi
- 2010 : Je vous aime très beaucoup, de Philippe Locquet
- 2012 : Yasmine (sélection française du Festival international du court métrage de Clermont-Ferrand 2012)
- 2012 : Après l'Enfer de François Pragnère
- 2014 : L'Autre de François Pragnère
- 2014 : La Course de Bérenger Thouin : le maire
- 2019 : Salauds de pauvres, sketch de Patrice Leconte
- 2020 : Balai de Matthieu Moerlen : l'homme
- 2022 : Via con me de Auguste Calvet : Jacques

### Télévision
- 1972 : Albert Einstein (téléfilm) : un membre de l'académie de l'Olympia
- 1973 : La Ligne de démarcation - épisode 12 : Janine (série télévisée) : Milo
- 1975 : Les Rosenberg ne doivent pas mourir (téléfilm) : Morton Sobell
- 1977 : Désiré Lafarge  épisode : Désiré Lafarge et les rois du désert  de Jean-Pierre Gallo
- 1979 : Le Procès de Riom (téléfilm) : un journaliste
- 1979 : Les Quatre Cents Coups de Virginie (feuilleton TV) : Marius (ep.5)
- 1979 : Un juge, un flic de Denys de La Patellière, seconde saison (1979), épisode : Parce que...!
- 1979 : Messieurs les Jurés : L'Affaire Brouchaud de Nat Lilenstein
- 1980 : Médecins de nuit de Peter Kassovitz, épisode : L'usine Castel (série télévisée)
- 1980 : Petit déjeuner compris - Feuilleton en 6 épisodes de 52 minutes - de Michel Berny : Jean-Paul Perrault
- 1981 : Un dessert pour Constance (téléfilm)
- 1982 : Deuil en vingt-quatre heures (feuilleton TV)
- 1982 : Après tout ce qu'on a fait pour toi (téléfilm)
- 1983 : Secret diplomatique de Denys de La Patellière et Claude Barrois
- 1984 : La Mèche en bataille (téléfilm) : un pion
- 1988 : Civilisations (feuilleton TV) : Kaserine
- 1988 : Les Enquêtes du commissaire Maigret : La morte qui assassina de Youri
- 1989 : Théroigne de Méricourt (téléfilm) : le bourgeois
- 1990 : La Vierge noire (feuilleton TV) : patron du café « Le Sauvage »
- 1990 : Les Lendemains qui tuent (téléfilm) : Sorbon
- 1994 : Julie Lescaut, épisode 5 saison 3, Ruptures de Josée Dayan : Désiré
- 1996 : Maigret et le port des brumes (téléfilm) : le capitaine du port
- 1998 : Le Comte de Monte-Cristo (feuilleton TV) : le Maître de cérémonies z
- 2000 : Le Coup du lapin (téléfilm) : le curé
- 2004 : Vive mon entreprise (téléfilm) : Fernand
- 2012 : Clemenceau d'Olivier Guignard : Claude Monet
- 2020 : Capitaine Marleau, épisode Deux vies de Josée Dayan : Jean-Claude

### Comme scénariste
- 1982 : Les Bancals d'Hervé Lièvre

## Théâtre

### Comédien
- Jeunes Barbares d’aujourd’hui de Fernando Arrabal, mise en scène de l'auteur
- Les moutons arrivent à fond de train sur des échasses de Fernando Arrabal, mise en scène de l'auteur
- La Traversée de l’Empire de Fernando Arrabal, mise en scène de l'auteur
- Les Petits Hommes, mise en scène Michel Berto
- Cheval-jument de Fernando Arrabal, mise en scène de l'auteur
- Britannicus de Racine, mise en scène Claude Bouchery
- Peer Gynt d'Henrik Ibsen, mise en scène Michel Hermon
- Les Fiancés de Loches de Georges Feydeau, mise en scène Jean-Paul Farré
- Medea de Jean Vauthier, mise en scène Alain Bézu
- On ne badine pas avec l’amour de Marivaux, mise en scène Jean-Pierre Vincent
- Comment peut-on être Persan ? de Sylvie Ollivier d'après Lettres persanes, mise en scène de l'auteur

- 1966 : On achève bien les chevaux d'Horace McCoy, mise en scène Christian Dente, Théâtre Daniel Sorano Vincennes
- 1967 : Oratorio macabre du radeau de la Méduse de Jérôme Savary, Studio des Champs-Élysées
- 1968 : Je me souviens de deux lundi d'Arthur Miller, mise en scène Christian Dente, Théâtre Daniel Sorano Vincennes
- 1969 : Le Mille-pattes, mise en scène Christian Dente, Festival d'Avignon
- 1969 : La Tempête de William Shakespeare, mise en scène Michel Berto, Festival d'Avignon
- 1969 : Ils passent des menottes aux fleurs de Fernando Arrabal, mise en scène de l'auteur
- 1970 : Le Roi nu d'Evguéni Schwartz, mise en scène Christian Dente, Maison de la Culture de Bourges, Festival d'Avignon, Théâtre de l'Athénée
- 1971 : Rosa Rosis de Claire-Lise Charbonnier, mise en scène Guy Kayat, Théâtre 71
- 1971 : La Petite Voiture de flammes et de voix de Liliane Atlan, mise en scène Michel Hermon, Festival d'Avignon
- 1971 : Un petit nid d'amour de Georges Michel, mise en scène Alain Scoff, Théâtre de Plaisance
- 1973 : L'Appareil-photo de Mireille Franchino, mise en scène Mireille Franchino, Théâtre national des Enfants Vincennes
- 1975 : La Poisson de René Gaudy, mise en scène Michel Berto, Théâtre Paul Éluard Choisy-le-Roi
- 1976 : Grand-peur et misère du IIIe Reich de Bertolt Brecht, mise en scène Jean-Claude Fall, Théâtre Mouffetard
- 1977 : Vole-moi un petit milliard de Gérard Saint-Gilles (pseudonyme de Fernando Arrabal), mise en scène de Michel Berto, Cie Michel Berto-Jean-Michel Ribes, Théâtre Daniel Sorano, Vincennes
- 1978 : Le Ciel et la merde de Fernando Arrabal, mise en scène de l'auteur, Théâtre de Plaisance
- 1983 : Le Désert d'André Gintzburger, mise en scène Albert Delpy, Théâtre de l'Athénée-Louis-Jouvet
- 1984 : Great Britain d'après Edouard II de Peter Marlowe, mise en scène Jean-Hugues Anglade, Théâtre Nanterre-Amandiers, puis à Warwick
- 1985 : Apsoss de Jean-Jacques Varoujean, mise en scène Gérard Gelas, Théâtre du Chêne Noir
- 1986 : Le Dieu foudroyé de Jean Hamburger
- 1987 : Derniers Masques d'après Arthur Schnitzler, mise en scène Gilles Gleizes, Théâtre 13
- 1987 : Le Fils de Christian Rullier, mise en scène François Rancillac, La Cigale
- 1987 : Pendant que vous dormiez de Robert Pouderou, mise en scène Dominique Bluzet, Petit Odéon
- 1988 : La Mouette d’Anton Tchekhov, mise en scène Andrei Konchalovsky, Odéon-Théâtre de l'Europe
- 1988 : La Traversée de l'empire de Fernando Arrabal, mise en scène de l'auteur, Théâtre national de la Colline
- 1989 : La Mouette d’Anton Tchekhov, mise en scène Andrei Konchalovsky, Odéon-Théâtre de l'Europe
- 1989 : Chemin d'une âme d'après Friedrich Gorenstein, mise en scène Josanne Rousseau, Théâtre de l'Atalante
- 1991 : Volpone de Jules Romains, mise en scène Robert Fortune, Théâtre de la Porte-Saint-Martin
- 1993 : Rachat d'après Friedrich Gorenstein, mise en scène Josanne Rousseau, Théâtre du Rond-Point
- 1998 : Le Sénateur Fox de Luigi Lunari, mise en scène Jean-Luc Tardieu
- 1999 : Henri V de William Shakespeare, mise en scène Jean-Louis Benoît, Festival d'Avignon
- 1999 : Ah Dieu ! Que la guerre est jolie... de Pierre Debauche, mise en scène de l'auteur
- 2000 : Henri V de William Shakespeare, mise en scène Jean-Louis Benoît, Théâtre de l'Aquarium
- 2000 : Le Premier et le dernier de Gildas Milin, mise en scène de l'auteur, Maison de la Culture de Bourges, Théâtre du Nord, Théâtre Gérard-Philipe
- 2000 : Sarcelles-sur-mer de Jean-Pierre Bisson, mise en scène Stéphane Olivié-Bisson, Théâtre de la Tempête
- 2002 : Terminus de Daniel Keene, mise en scène Laurent Laffargue, Théâtre national de Toulouse-Midi-Pyrénées, Théâtre des Abbesses
- 2004 : Richard II de William Shakespeare, mise en scène Thierry de Peretti, Théâtre de la Ville, Théâtre du Nord
- 2005 : Laisse moi te dire une chose de Rémi de Vos, mise en scène Stéphane Fiévet, Théâtre Mouffetard
- 2005 : La Pitié dangereuse de Stefan Zweig, mise en scène Philippe Faure, Théâtre Vidy-Lausanne
- 2006 : La Pitié dangereuse de Stefan Zweig, mise en scène Philippe Faure, Théâtre national de Nice, Théâtre de la Croix-Rousse, MC2, Théâtre de l'Union
- 2006 : Le Numéro d'équilibre d'Edward Bond, mise en scène Jérôme Hankins, Festival d'Avignon
- 2007 : Le Numéro d'équilibre d'Edward Bond, mise en scène Jérôme Hankins, Théâtre des Célestins
- 2007 : La Pitié dangereuse de Stefan Zweig, mise en scène Philippe Faure, Théâtre national de Bordeaux en Aquitaine
- 2007 : Gamines de Sylvie Testud, mise en scène de l'auteur, Comédie de Picardie, Théâtre de la Croix-Rousse, Théâtre national de Nice
- 2008 : Nous, les héros de Jean-Luc Lagarce, mise en scène Emmanuel Suarez, Théâtre 13
- 2008 : L’Emmerdeur du 12 bis de Céline Monsarrat, mise en scène Stella Serfaty, Théâtre du Lucernaire
- 2009 : Fantasio d'Alfred de Musset, mise en scène Julia Vidit
- 2010 : Deuxième Chance, double peine de Benjamin Charlery, mise en scène de l'auteur, Le Volcan, La Filature
- 2012 : Toboggan de Gildas Milin, mise en scène de l'auteur, tournée

### Metteur en scène
- 1968 : L'Histoire amoureuse et vécue de Croquobal et Malazie de Christian Dente
- 1970 : Approchez pour entendre de Jean Moiziard, Théâtre des Deux-Portes
- 1975 : On parle bas sinon je crie de Leilah Assunçao
- 1980 : Les Quatre Jumelles de Copi
- 1983 : Le Désert d'André Gintzburger, Théâtre de l'Athénée-Louis-Jouvet
- 1984 : Bréviaire d’amour d’un haltérophile de Fernando Arrabal

- Drôles de bobines de Copi[Quand ?]
- Oraison de Fernando Arrabal[Quand ?]